# Idillio tragico (film 1912)
Idillio tragico è un film del 1912 diretto da Baldassarre Negroni e con interprete principale Francesca Bertini.